# Maltézská krajka

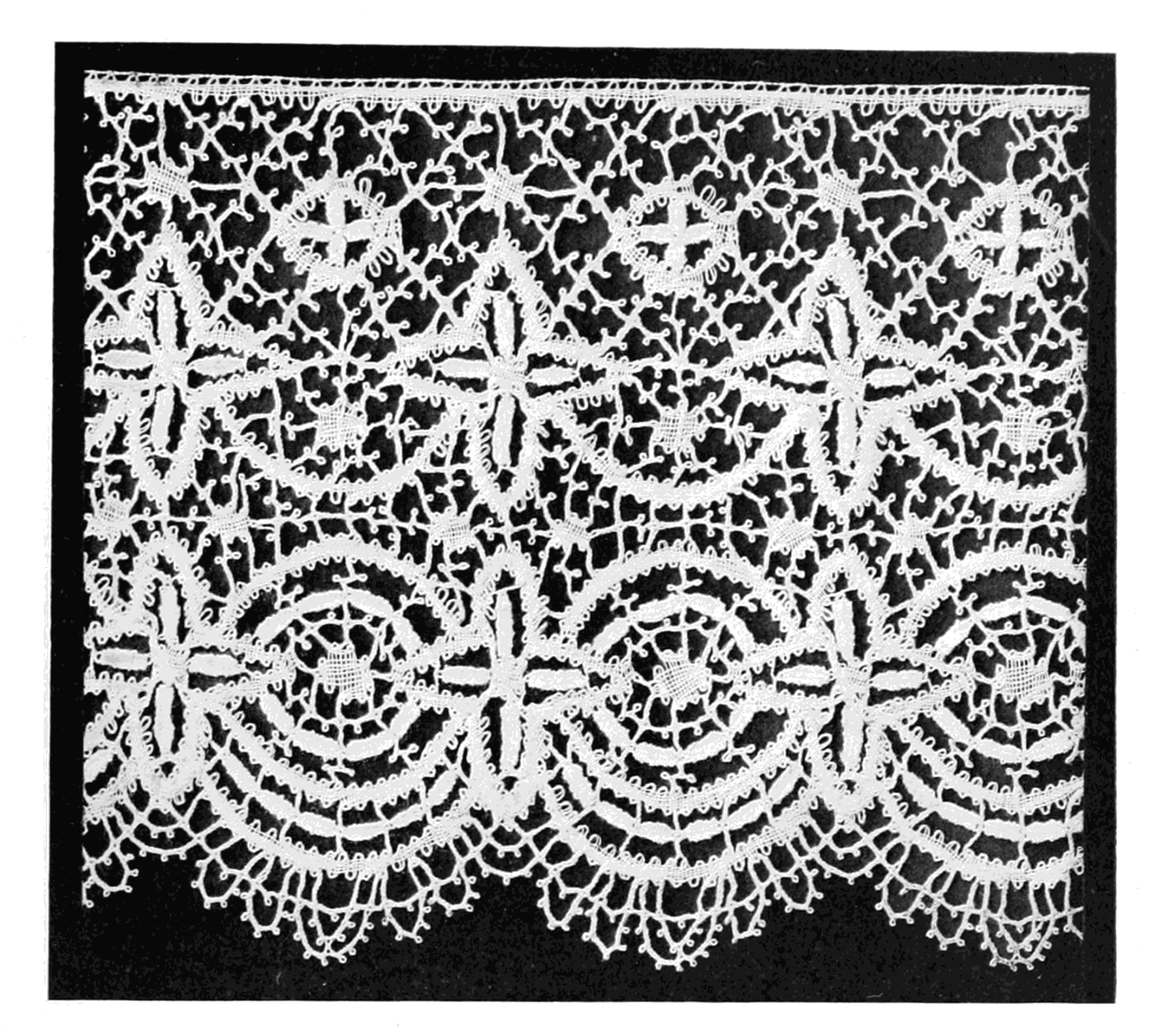
Maltézská krajka z roku 1904

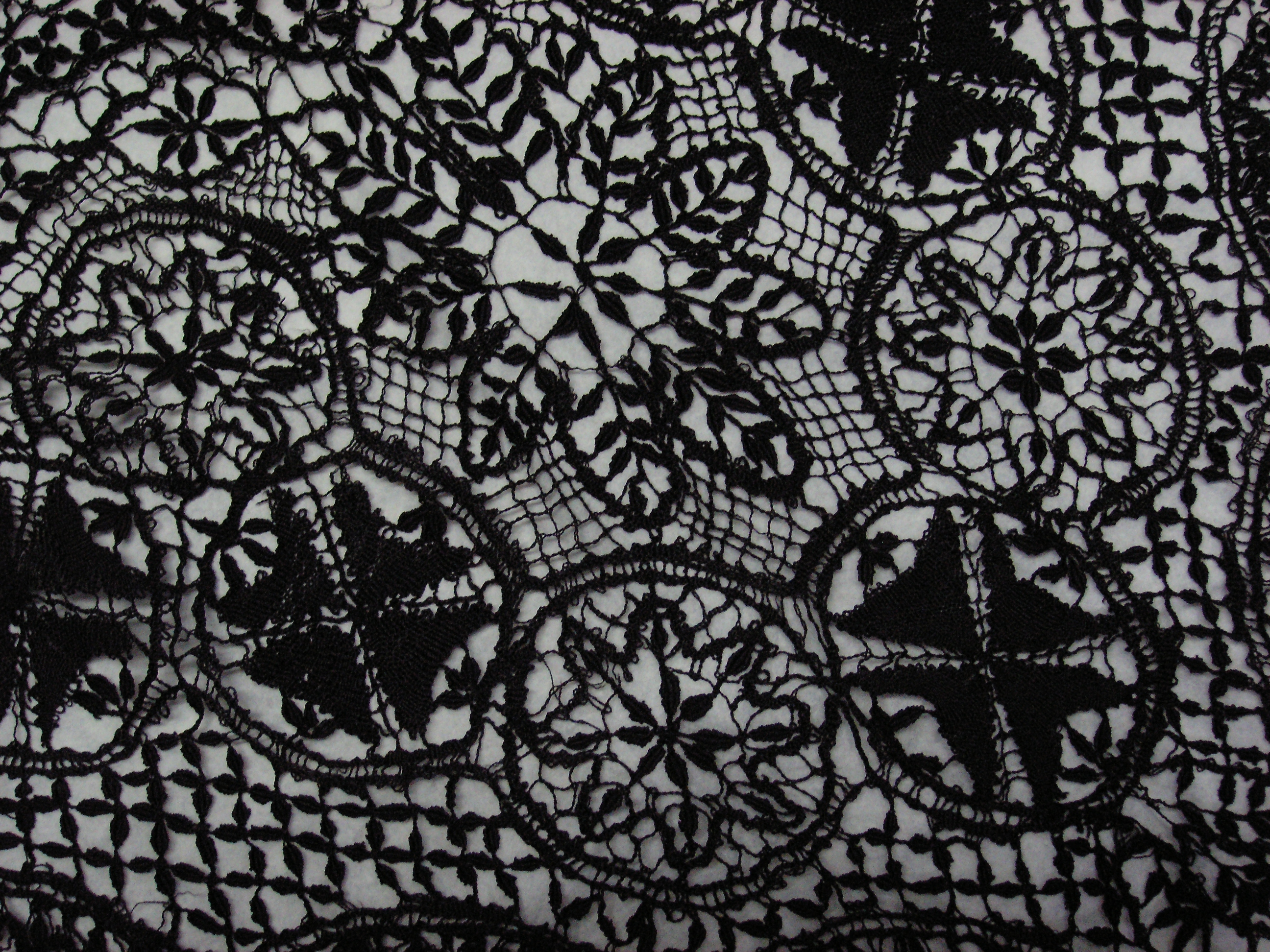
Maltézská bavlněná krajka z pozdního 19. století (Muzeum v Auclandu)

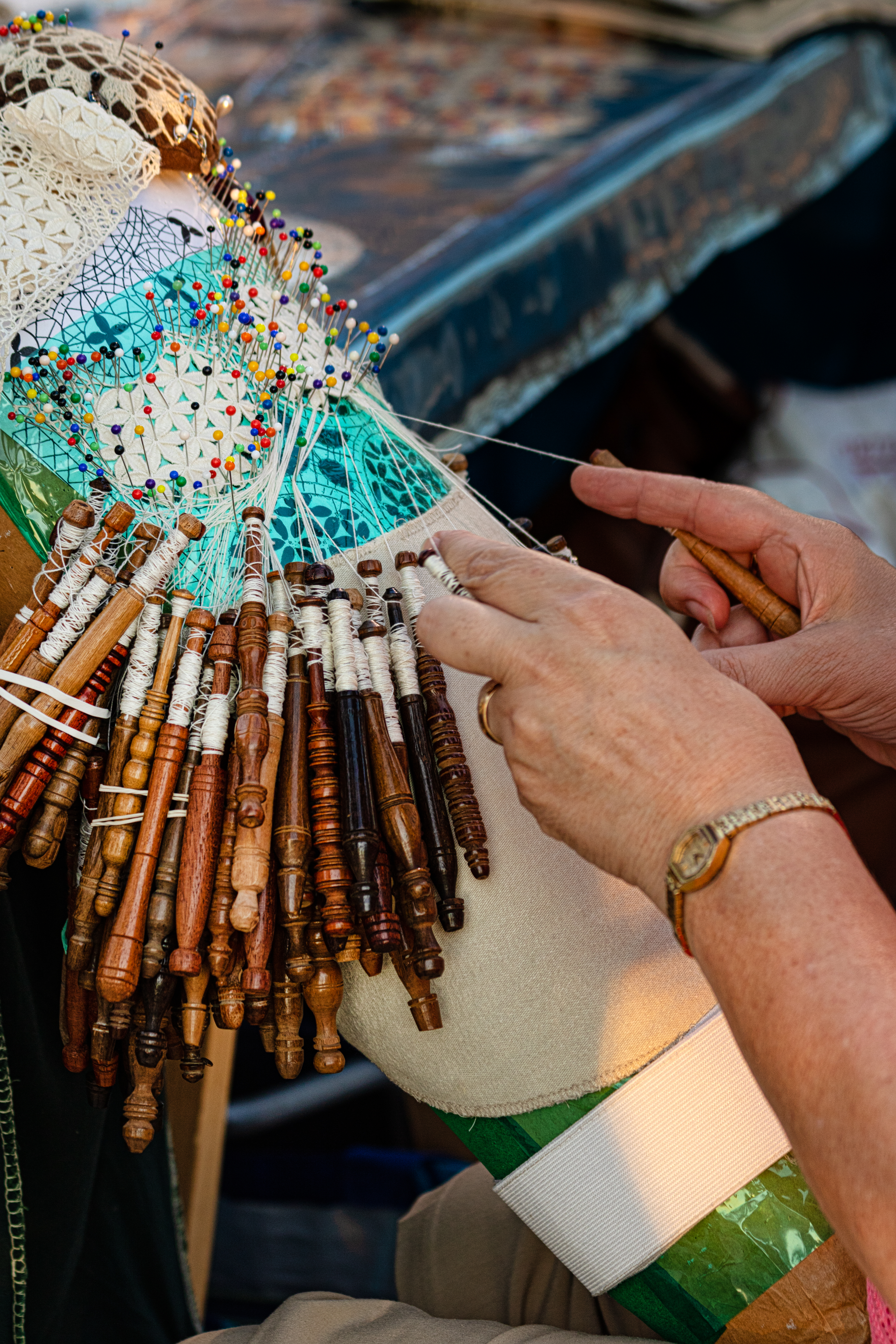
Paličkování maltézské krajky na tradičním festivalu v roce 2018

Maltézská krajka je ručně paličkovaná textilie s charakteristickým vzorováním ve tvaru maltézských křížů (viz snímek) nebo tlustých pšeničných, příp, ovesných klasů. Někteří znalci ji pokládají za variantu krajky cluny.
Vzory formované z hodů nebo polohodů zpravidla nemají ostré kontury, protože se při paličkování na půdici nepoužívá značení pro špendlíky. Krajka se zhotovuje v pruzích většinou užších než 17 cm, ze kterých se větší výrobky sešívají dohromady.
Jako materiál se používá smetanově až medově zbarvená hedvábná příze a až do 20. století černě zbarvené hedvábí. Moderní výrobky jsou také z bavlněné příze.

## Z historie
V 16. století byla maltézská krajka šitá na způsob tehdejší benátské. Paličkování se na Maltě začalo používat teprve od roku 1833, zejména po Světové výstavě v roce 1851 se tento druh stal velmi populární a jeho varianty se pak vyráběly také ve Francii, Anglii, Indii i na Cejloně. Dostupné publikace popisují krajkářství na Maltě a na přilehlém ostrově Gozo jen asi do poloviny 20. století (viz Azzopardi). Od roku 1996 jsou krajkářky organizovány ve výrobním družstvě, které je obzvlášť aktivní na ostrově Gozo. Družstvo dodává na zakázku např. závoje, svatební šaty, ubrusy aj. a mimo jiné nabízí několikadenní kurzy o zhotovení maltézské krajky..